# Salticus proszynskii
Salticus proszynskii är en spindelart som beskrevs av Dmitri Viktorovich Logunov 1992. Salticus proszynskii ingår i släktet Salticus och familjen hoppspindlar. Inga underarter finns listade i Catalogue of Life.